# Parupeneus heptacanthus
La triglia oceanica (Parupeneus heptacanthus [ùLacepède, 1802) è un pesce di mare appartenente alla famiglia Mullidae.

## Distribuzione
Proviene dal Mar Rosso e dall'oceano Indiano, in particolare dalle Figi e dall'Africa orientale. Nuota tra 12 e 350 m di profondità, anche se raramente scende oltre i 60.

## Descrizione
La lunghezza massima registrata è di 36 cm, anche se di solito non supera i 25. Vive fino a 6 anni di età. Presenta un corpo compresso sull'addome, di un colore che varia dal giallastro al rossiccio, con il ventre più chiaro. Presenta due barbigli bianchi; la pinna caudale è biforcuta e pallida.

## Biologia

### Comportamento
Solitamente nuota in piccoli banchi.

### Alimentazione
È prevalentemente carnivoro e si nutre soprattutto di crostacei, in particolare gamberetti e granchi, vermi anellidi e pesci ossei più piccoli.

## Pesca
È abbastanza ricercato perché le sue carni sono considerate di buona qualità.